# كأس نيوزيلندا 1951
كأس نيوزيلندا 1951 (بالإنجليزية: 1951 Chatham Cup)‏ هو موسم من كأس نيوزيلندا. فاز فيه Eastern Suburbs AFC ‏.